# Mes Kerman
Maillots
Dernière mise à jour : 4 juin 2025.
Le Sanat Mes Kerman Sport Club (en persan : باشگاه فرهنگی صنعت مس کرمان), plus couramment abrégé en Mes Kerman, est un club iranien de football fondé en 1998 et basé dans la ville de Kerman.

## Palmarès
| \| - Championnat d'Iran D2 (1) : - Champion : 2005-06. - Championnat d'Iran D3 (1) : - Champion : 1999-00. - Vice-champion : 1998-99. \| \| - Coupe d'Iran : - Finaliste : 2013-14. \| |  |                                         |
| - Championnat d'Iran D2 (1) : - Champion : 2005-06. - Championnat d'Iran D3 (1) : - Champion : 1999-00. - Vice-champion : 1998-99.                                                     |  | - Coupe d'Iran : - Finaliste : 2013-14. |

## Personnalités du club

### Présidents
| - Mahmoud Mostaghimi (mars 1998 - mars 2000) - Abdolreza Tajalli (mars 2000 - janvier 2002) - Abolhassan Mahdavi (janvier 2002 - mars 2002) - Akbar Iranmanesh (mars 2002 - juillet 2003) - Hamid Niknafs (juillet 2003 - juillet 2007) - Abdolreza Borhaninezhad (juillet 2007 - novembre 2007) |  | - Ahmad Asadi (novembre 2007 - décembre 2007) - Fathollah Nejadzamani (décembre 2007 - août 2011) - Hamid Haj Esmaeli (août 2011 - septembre 2011) - Akbar Iranmanesh (septembre 2011 - ?) - Amjad Massoudzadeh |

### Entraîneurs
| - Bijan Zolfagharnasab (juillet 2000 - juillet 2002) - Mehdi Mohammadi (juillet 2002 - janvier 2006) - Nader Dastneshan (janvier 2006 - février 2007) - Farhad Kazemi (février 2007 - janvier 2008) - Amir Ghalenoei (1er janvier 2008 - 30 juin 2008) - Parviz Mazloomi (9 juillet 2008 - 2 novembre 2009) - Mehdi Mohammadi (novembre 2009 - décembre 2009) - Luka Bonačić (10 décembre 2009 - 30 juin 2010) - Samad Marfavi (1er juillet 2010 - juillet 2011) - Flemming Serritslev (25 juillet 2011 - 31 août 2011) - Miroslav Blažević (31 août 2011 - 14 février 2012) - Ebrahim Ghasempour (15 février 2012 - janvier 2013) |  | - Luka Bonačić (janvier 2013 - juin 2013) - Mahmoud Yavari (25 juillet 2013 - 14 septembre 2013) - Parviz Mazloomi (septembre 2013 - 22 janvier 2014) - Luka Bonačić (23 janvier 2014 - 11 novembre 2014) - Akbar Misaghian (11 novembre 2014 - 1er juin 2015) - Vinko Begović (1er juin 2015 - 1er juin 2016) - Darko Dražić (2 juillet 2017 - 25 juin 2018) - Mojtaba Hosseini (30 juin 2018 - 16 juillet 2018) - Nader Dastneshan (16 juillet 2018 - 19 février 2019) - Farzad Hosseinkhani (20 février 2018 - ?) - Parviz Mazloumi |

### Joueurs emblématiques
- Amir Hossein Sadeqi